# شهر جدید

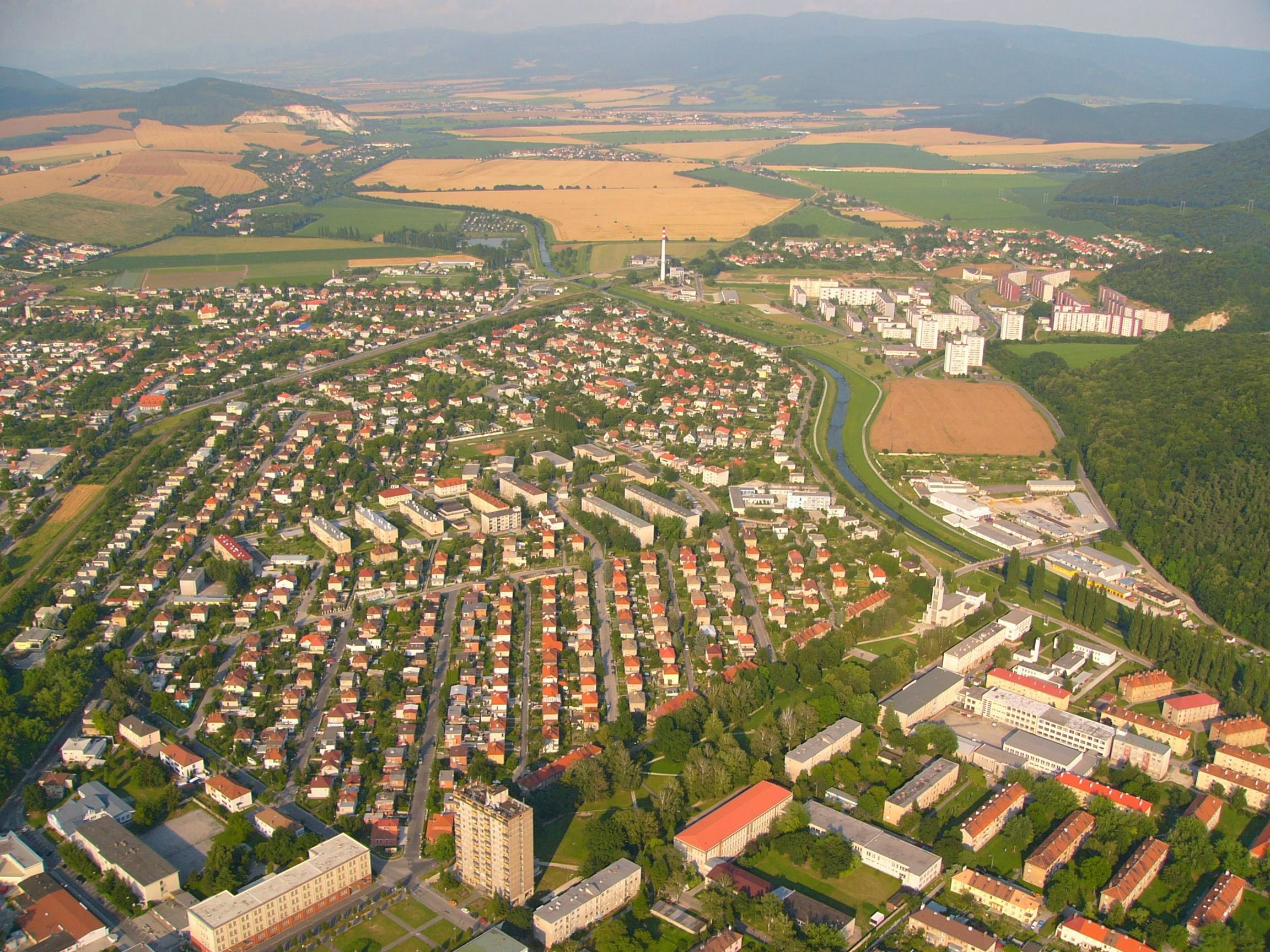
پارتیزانسکه در اسلواکی

برنامهٔ فردریسیا (دانمارک) در سال ۱۹۰۰ – شهر در سال ۱۶۵۰ بنیان‌گذاری شد.

شهر جدید (نوین شهر) یا شهر برنامه‌ریزی‌شده (به انگلیسی: planned city) شهری است که از ابتدا ساخت آن برنامه‌ریزی شده و معمولاً با اهداف زیست‌محیطی، اقتصادی و سیاسی اجتماعی در زمین‌هایی ساخته شده که پیشتر بدون استفاده بودند.
اصطلاح شهر جدید همچنین به جوامع برنامه‌ریزی‌شده جنبش شهرهای جدید به ویژه در بریتانیا اشاره دارد. در بسیاری از کشورهای جهان، ساخت شهرهای برنامه‌ریزی شده وجود دارد. گاهی برای پایتخت نیز شهر جدیدی بنا می‌شود.

## چرایی‌های ایجاد
افزایش جمعیت و سیر مهاجرت‌های داخلی به سوی قطب‌های اقتصادی کشور خصوصاً پایتخت نه تنها بر ساختار اقتصادی ،اجتماعی و فرهنگی آن‌ها تأثیرگذار بوده‌است بلکه ساختار کالبدی شهرهای کشور را نیز دگرگون ساخته‌است.
گسترش ابعاد فیزیکی شهرها، توسعه شهر و اسکان غیررسمی قشرها تازه شهرنشین در حومه‌های شهرهای بزرگ کشور و ازدیاد قیمت زمین و مسکن در محدوده شهرها، عملاً تهیه مسکن برای طبقات کم درآمد یا با درآمد متوسط را بسیار مشکل و حتی غیرممکن ساخته‌است.
تحولات جمعیتی و اقتصادی کشور خصوصاً از چهار دهه گذشته تا کنون از سویی متأثر از رشد روند سرمایه‌داری و به موازات آن کاهش فعالیت‌های کشاورزی در روستاها قبل از انقلاب، جنگ تحمیلی و رشد بی‌سابقه جمعیت در این دوره است.
در سال ۱۳۶۵ تهران و مشهد دارای بیش از یک میلیون نفر جمعیت بوده‌اند. در سال ۱۳۷۰ چهار شهر تهران، مشهد، اصفهان و تبریز هم به کلانشهرهای میلیونی کشور پیوسته‌اند و به احتمال قوی در سال‌های آتی اهواز و قم نیز به کلانشهرهای کشور اضافه خواهند شد.
احداث شهرهای جدید بعد از انقلاب، تفاوت عمده‌ای با شهرهایی دارد که قبل از انقلاب به منظور احداث صنایع و اسکان کارکنان آنان ساخته شده‌اند. مانند پولادشهر، مس سرچشمه، شهرک صنعتی البرز و نظایر آنها، شهرهای جدید نسل بعد از انقلاب مانند شهرهای جدید حومه کلانشهرهای دیگر کشورها به منظور ساماندهی و توسعه برنامه‌ریزی شده شهرهای بزرگ برای اولین بار در ایران بنیان گذاشته شد. برخی اهداف از ایجاد شهرهای جدید به صورت خلاصه بیان می‌شود:
1. جلوگیری از توسعه بی‌رویه مادرشهر
2. جذب سرریز جمعیت با ایجاد کانون‌های اشتغال در شهر جدید
3. جلوگیری از بالا رفتن قیمت زمین در مادرشهر
4. جلوگیری از ایجاد حاشیه نشینی در شهرهای بزرگ
5. سبک شدن بار ترافیک در داخل مادرشهر
6. تنزل بهای تمام شده واحدهای مسکونی به علت پایین بودن بهای زمین با توجه به نسبت هزینه ساخت و قیمت زمین در شهرهای بزرگ و در نتیجه امکان ارائه مسکن به مردم
7. انتقال کارگاه‌ها از مادرشهر به شهر جدید
8. و…[۳]

جالب است بدانید برخی از معروفترین شهرهای جهان، شهرهای برنامه‌ریزی شده یا شهر جدید بوده‌اند. از جمله دهلی نو در هند، برازیلیا در برزیل، واشینگتن دی سی در آمریکا، اسلام‌آباد در پاکستان، ابوظبی در امارات، آنکارا در ترکیه، کانبرا در استرالیا، نورسلطان در قزاقستان و …

## بر پایه کشور

### ایران
در ایران بیش از ۲۰ شهر جدید (نوین شهر) ساخته شده یا در حال ساخت می‌باشند که اکثراً اطراف کلان‌شهرها مانند تهران، مشهد، اصفهان، کرج، شیراز، تبریز، اهواز، رشت و اراک قرار گرفته‌اند. آمار نشان می‌دهد در پی جهش قیمت مسکن در کلانشهرها، تقاضای سکونت در شهرهای جدید اطراف آنها به میزان دو برابر میانگین ۲۳ ساله افزایش یافته‌است. هم‌اکنون پرند پرجمعیت‌ترین شهر جدید (نوین شهر) کشور است و پس از آن شهرهای اندیشه و صدرا،  فولادشهر و شاهین شهر اصفهان؛ پردیس تهران و گلبهار مشهد و بهارستان اصفهان. در رتبه‌های بعدی قرار دارند.